# Samuel Linde

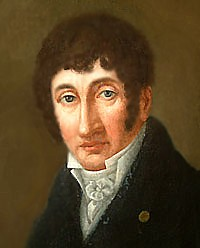
Samuel Linde.

Samuel Gottlieb Linde (i Polen känd som Samuel Bogumił Linde), född 20 april 1771 i Thorn, död 8 augusti 1847 i Warszawa, var en svensk-polsk språkvetare, bibliotekarie och lexikograf. Han var upphovsman till den första enspråkiga polska ordboken, Słownik języka polskiego.

## Familj
Linde var son till Johann Jacobsen, en svensk från Dalarna som hade under namnet Lindt utvandrat från Sverige, och Anna Barbara född Langenhan, bördig från tyska Coburg. Han var bror till Johann Wilhelm Linde, präst och skolinspektor i Danzig.
1804 gifte sig Linde med Ludwika Bürger; de fick sju barn, varav fem dog tidigt. Ludwika Bürger avled 1823, varpå Linde ingick äktenskap med schweiziskan Luise Nußbaum. De fick fyra barn, varav två dog i tidig ålder.

## Biografi

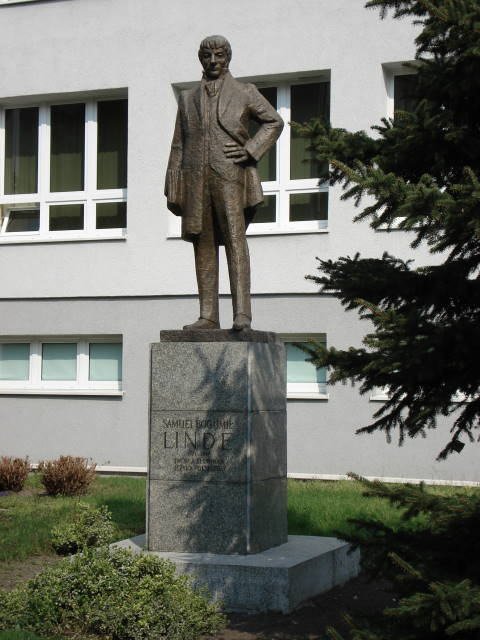
Lindes staty i Toruń.

Sin gymnasieutbildning genomgick Lind i födelseorten Toruń. Han läste sedan teologi vid Leipzigs universitet, där han den 23 februari 1792 erhöll magisterexamen och den 26 maj samma år habiliterades med avhandlingen De solatiis adversus mortis horrores in Platone et Novo Testamento obvii.
Under vistelsen i Leipzig uppmuntrades Linde av filologen August Wilhelm Ernesti att även bedriva studier i slaviska språk, vilket ledde till att Linde blev universitetslektor i polska. Under den tiden kom han i kontakt med den polske författaren Julian Ursyn Niemcewicz, vars komedi Powrót posła han översatte, och följaktligen med den polska emigrationen — bland andra med politikerna Hugo Kołłątaj och Ignacy Potocki. Linde blev själv aktiv i den rörelse som kämpade för den s.k. tredjemajkonstitutionens införande, och bidrog med att översätta politiska skrifter till tyska.
1794 reste Linde till Warszawa för att samla material till en polsk ordbok; det var då han började använda sig av den polska formen av namnet Gottlieb — Bogumił. Efter Kościuszko-upproret flyttade han till Wien där han tillbringade åtta år med att arbeta i Józef Maksymilian Ossolińskis privata bibliotek.
Linde återvände till Warszawa 1803 och blev rektor vid Liceum Warszawskie, en gymnasieskola för pojkar, en post som han behöll fram tills skolans upplösning 1831. Han engagerade sig också livligt i skolpolitiska frågor.

## Słownik języka polskiego
Lindes huvudverk som lexikograf blev Słownik języka polskiego, en ordbok över polska språket. Han samlade in material under studietiden i Leipzig och vistelsen i Wien, och 1804 kungjorde han att ordbokens första volym skulle ges ut följande år. Den publicerades dock inte förrän i december 1807.
Słownik języka polskiego var den första enspråkiga polska ordboken och betraktas än idag som ett standardverk.